# Диллер, Барри
Барри Диллер (род. 1942) — американский бизнесмен, председатель совета директоров медиа корпорации InterActiveCorp. Один из основателей телевизионной сети FOX. В 1974-1984 годах председатель совета директоров киностудии Paramount Pictures. В 1984-1992 годах председатель совета директоров киностудии 20th Century Fox. Общий капитал Барри Диллера оценивается почти в 3 миллиарда долларов.

## Биография
Предприниматель родился в 1942 году в обеспеченной еврейской семье. Детские годы провёл в престижном районе Лос-Анджелеса Беверли Хиллс. Благодаря близости к Голливуду и киноиндустрии, Барри Диллер решил попробовать свои силы в этой сфере. Начав свой карьерный путь с самых нижних ступеней, уже в тридцать лет он обрёл репутацию дальновидного и успешного лидера.
Карьера Барри Диллера переживала взлеты и падения. Плодотворное сотрудничество с Рупертом Мердоком длилось многие годы, но Барри Диллер так и не смог стать полноправным партнером в этом деловом тандеме. Поэтому накануне своего пятидесятилетия Барри Диллер стоял перед дилеммой относительно своих дальнейших перспектив.  Через несколько лет он смог купить небольшую коммуникационную компанию. В результате правильной стратегии и разумного инвестирования все капиталовложения окупились с лихвой.

## Семья
В 59 лет Барри Диллер женился на дизайнере Диане фон Фюрстенберг. В настоящее время[когда?] пара часто принимает участие в светской жизни Нью-Йорка и различных благотворительных проектах.

## Характер
Известный сценарист Оливер Стоун, лично знавший Диллера, отмечал необычайное хладнокровие и выдержку последнего:
В апреле 1979 года, накануне вручения «Оскаров», Барри Диллер, холодный как лед глава киностудии Paramount, закатил блистательную вечеринку.

### Комментарии
1. ↑  «Дети» Диллера самом деле — дети Дианы от первого брака.

### Сноски
1. ↑  Rauch R. Barry Diller // Encyclopædia Britannica (англ.)
2. ↑  Barry Diller // Архив изобразительного искусства — 2003.
3. ↑  Forbes profile. Дата обращения: 4 июля 2018. Архивировано 23 апреля 2019 года.
4. ↑  Стоун, 2021, с. 224.